# Lucindale
Lucindale är en ort i Australien. Den ligger i kommunen Naracoorte and Lucindale och delstaten South Australia, omkring 280 kilometer sydost om delstatshuvudstaden Adelaide. Antalet invånare är 668.
Trakten runt Lucindale är nära nog obefolkad, med mindre än två invånare per kvadratkilometer..
Trakten runt Lucindale består till största delen av jordbruksmark. Genomsnittlig årsnederbörd är 804 millimeter. Den regnigaste månaden är juni, med i genomsnitt 137 mm nederbörd, och den torraste är februari, med 14 mm nederbörd.